# Mankāpur
Mankāpur är en ort i Indien.   Den ligger i distriktet Gonda och delstaten Uttar Pradesh, i den nordöstra delen av landet, 500 km öster om huvudstaden New Delhi. Mankāpur ligger 102 meter över havet och antalet invånare är 9 746.
Terrängen runt Mankāpur är mycket platt. Runt Mankāpur är det tätbefolkat, med 735 invånare per kvadratkilometer. Det finns inga andra samhällen i närheten. Trakten runt Mankāpur består till största delen av jordbruksmark.